# Tor Bergeron
Tor Bergeron (15 d'agost de 1891 – 13 de juny de 1977) va ser un meteoròleg suec que va proposar un mecanisme per explicar la formació de la precipitació en els núvols. A la dècada de 1930, Bergeron i W. Findeisen desenvoluparen el concepte sobre que els núvols contenen tant aigua superrefredada com cristalls de gel, Segons Bergeron, la major part de la precipitació es forma a conseqüència de l'evaporació de l'aigua a partir de gotetes superreferdades fent acreció en cristalls de gel, el que cau en forma de neu, o es fon i cau com pluja freda depenent de la temperatura ambient de l'aire. Aquest rocés es coneix com a Procés Bergeron, i es creu que és el principal procés pel qual es forma la precipitació.
Bergeron va ser professor a la Universitat d'Uppsala de 1947 a 1961. Va ser un dels principals científics de l'Escola de Bergen de Meteorologia, la qual transformà aquesta ciència i la predicció meteorològica.